# Kaleva (Flugzeug)
| Nationalität       | Passagiere | Crew |
| ------------------ | ---------- | ---- |
| Finnland           |            | 2    |
| Frankreich         | 2          |      |
| Deutsches Reich    | 2          |      |
| Estland            | 1          |      |
| Schweden           | 1          |      |
| Vereinigte Staaten | 1          |      |
| Total              | 7          | 2    |

Kaleva ist der Name eines finnischen Passagierflugzeugs vom Typ Junkers Ju 52, das von der sowjetischen Luftwaffe am 14. Juni 1940 über dem Finnischen Meerbusen abgeschossen wurde.
Das Wrack wurde am 5. Juni 2024 nahe der Insel Keri in einer Tiefe von 71 m bis 76 m gefunden und gefilmt.

## Besatzung und Passagiere
Die Kaleva hatte eine zweiköpfige Besatzung. Der Pilot war Kapitän Bo Hermansson von Willebrand und der Co-Pilot Tauno Antero Launis. Sie hatten die Kaleva am selben Tag im täglichen Linienflug von Stockholm über Turku und Helsinki nach Tallinn geflogen. Am Nachmittag sollte Kaleva auf dem gleichen Weg nach Stockholm zurückkehren.

### Passagiere
- Henry W. Antheil Jr. (Alter 27) US-amerikanischer diplomatischer Kurier und Bruder des Komponisten George Antheil
- Frédéric Marty (Alter 28) französischer diplomatischer Kurier[3]
- Paul Emile Longuet (Alter 55) französischer diplomatischer Kurier[4]
- Rudolf Cöllen (Alter 44) deutscher Geschäftsmann
- Friedrich-Wilhelm Offermann (Alter 39)  deutscher Geschäftsmann
- Max Hettinger (Alter 42) schwedischer Bürger, deutscher Abstammung[5]
- Gunvor Maria Luts geb. Ek (Alter 24) in Finnland geborene estnische Bürgerin

Die drei Kuriere transportierten insgesamt 227 Kilogramm Diplomatenpost.

## Abschuss
Koordinaten: 59° 47′ N, 25° 1′ O
Die Junkers Ju 52/3m ge, Luftfahrzeugkennzeichen OH-ALL, gehörte zur finnischen Fluggesellschaft Aero O/Y (heute Finnair).
In Friedenszeiten, kurz vor der Invasion Estlands durch die Sowjetunion am 15. Juni 1940, schossen am 14. Juni 1940 um 14.05 Uhr Ortszeit zwei Iljuschin DB-3 des 1. Minentorpedo-Fliegerregiments (1-MTAP) der Luftwaffe der Roten Armee die zivile Maschine auf einem Linienflug Aero 1631 von Tallinn nach Helsinki in etwa 2 km Höhe ab. Die Abschussstelle liegt etwa 40 km nordöstlich von Tallinn und 3 km entfernt vom Leuchtturm Keri nördlich der estnischen Insel Prangli. Die beiden finnischen Besatzungsmitglieder und alle Passagiere kamen ums Leben. Ihre Leichen wurden nicht gefunden.

## Ereignisse nach dem Abschuss
Gegen 14.47 Uhr Ortszeit erreichte das sowjetische U-Boot Schtsch-301 (Щ-301) unter dem Kapitän Goldberg die Unfallstelle und konfiszierte Treibgut der Unfallmaschine sowie Material von drei estnischen Fischerbooten, die zur Rettung herbeigeeilt waren. Als die Kaleva nicht in Helsinki landete, wurde der finnische Pilot Ilmari Juutilainen mit einer Brewster F2A zur Suche nach dem Flugzeug losgeschickt. Er konnte aber nur das U-Boot bei der Bergungsaktion sowie einen großen Ölfleck entdecken. Die Hintergründe des sowjetischen Angriffs sind nicht endgültig geklärt. Wahrscheinlich ist, dass das sowjetische U-Boot einen Großteil des diplomatischen Kuriergepäcks mitgenommen hat. Aus Angst vor einer feindlichen sowjetischen Reaktion schickte die finnische Regierung keine Beschwerden oder Fragen an die Sowjets, und der wahre Grund für den Absturz wurde vor der finnischen und estnischen Öffentlichkeit geheim gehalten. Dies war auf den starken Druck zurückzuführen, den die Sowjets während des Interimsfriedens auf Finnland ausübten. Nach dem Ausbruch des Fortsetzungskrieges (1941–1944) zwischen Finnland und der UdSSR wurde der Vorfall von der finnischen Regierung ausführlich beschrieben.

### Bericht von Grigori Goldberg
Der Bericht des Kommandanten von Schtsch-301 Grigori Goldberg über den Vorfall, der im Russischen Staatsmarinearchiv aufbewahrt wird, beginnt mit der Meldung eines finnischen Flugzeugs auf dem Weg von Tallinn nach Helsinki am 14. Juni 1940 um 15.05 Uhr Moskauer Zeit. Dem Bericht zufolge wurde das Flugzeug von zwei sowjetischen Bombern verfolgt. Um 15.06 Uhr fing das finnische Flugzeug Feuer und stürzte 5,8 Meilen (9,3 km) vom U-Boot entfernt ins Meer. Um 15.09 Uhr nahm das U-Boot Kurs auf die Absturzstelle und erreichte die Absturzstelle um 15.47 Uhr. Das U-Boot fand drei estnischen Fischerbooten in der Nähe der Trümmer des Flugzeugs vor. Die estnischen Fischer wurden von den Leutnants Aladzhanov, Krainov und Shevtshenko durchsucht. Alle Wertsachen, die bei den Fischern und im Meer gefunden wurden, wurden an Bord des U-Bootes gebracht: Zu den geborgenen Gegenständen gehörten etwa ca. 100 kg Diplomatenpost sowie Wertsachen und Währungen, darunter:
- zwei Goldmedaillen
- 2.000 finnische Mark
- 10.000 rumänische Leu
- 13.500 französische Francs
- 100 jugoslawische Dinar
- 90 italienische Lira
- 75 US-Dollar
- 521 sowjetische Rubel
- 10 estnische Kronen.

Alle Gegenstände wurden an Bord des Patrouillenbootes Sneg verladen und nach Kronstadt geschickt. Um 15.58 Uhr wurde ein finnisches Jagdflugzeug bemerkt. Das Flugzeug drehte drei Kreise über dem U-Boot und flog dann in Richtung Helsinki.

## Gedenken
Nachdem Estland seine Unabhängigkeit wiedererlangt hatte, errichtete Finnair (ehemals Aero) 1993 ein Denkmal für die Besatzung und die Passagiere der Kaleva auf der Insel Keri in der Nähe der Absturzstelle. Die Tochter von Gunvor Maria Luts hat ihre Erfahrungen und die Geschichte ihrer Mutter im Buch Escaping the Russian Bear, an Estonian Girl's memoir of loss and survival during World War II verarbeitet.

## Bilder

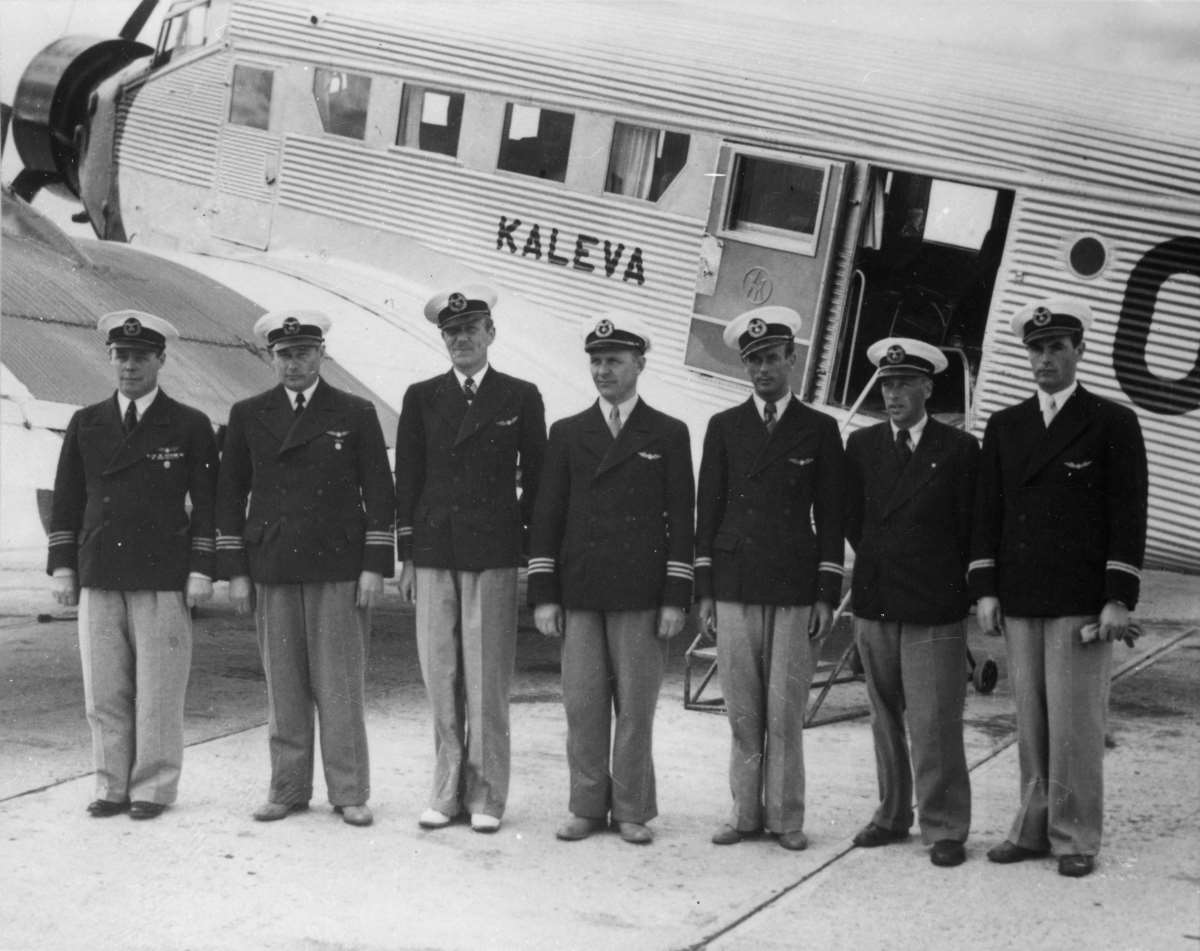
Die Kaleva und Bo von Willebrand (3ter von links)
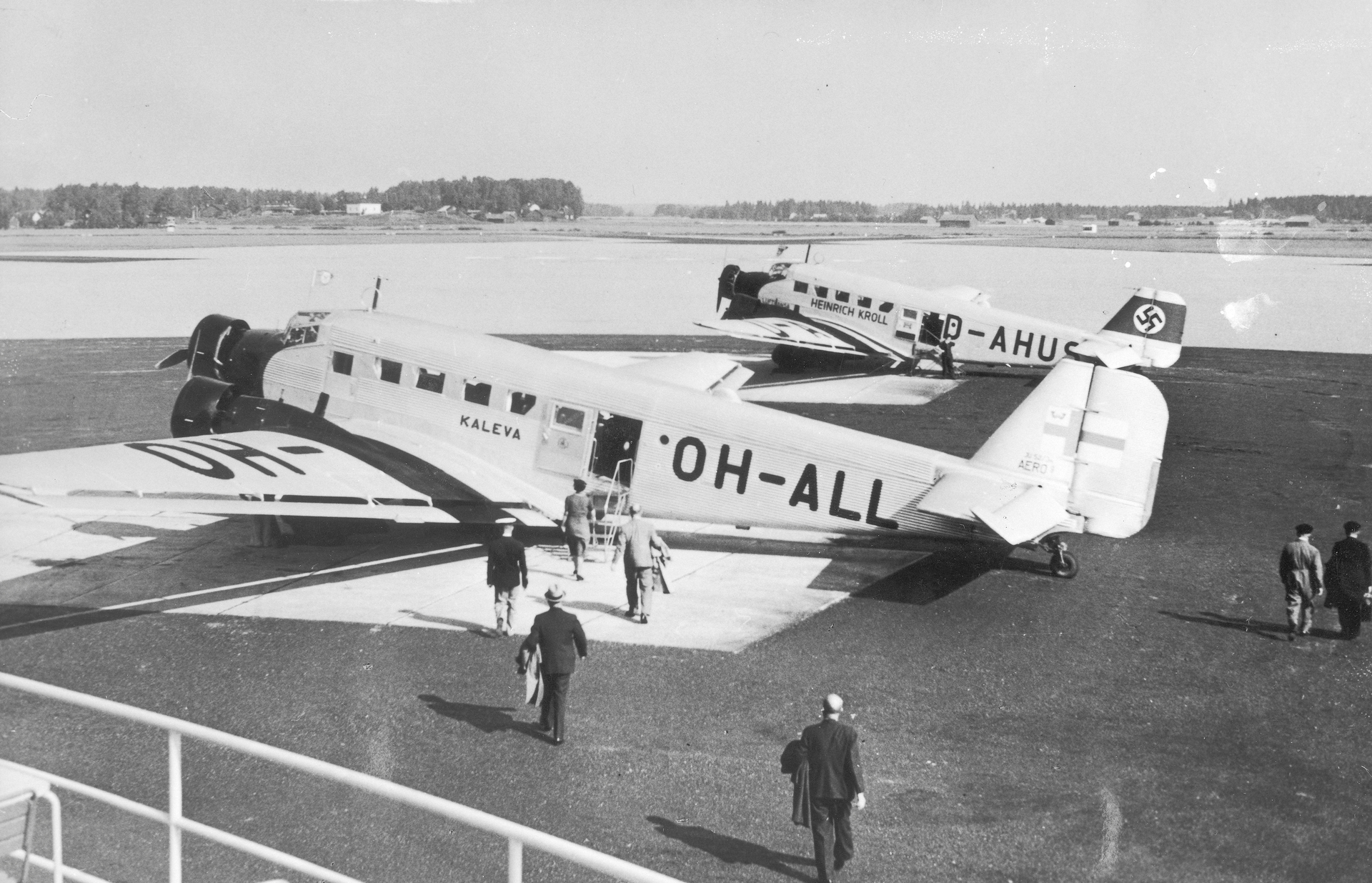
Die Kaleva (OH-ALL) Ende der 1930er Jahre auf dem Flughafen Helsinki. Im Hintergrund ein deutsches Passagierflugzeug (D-AHUS).
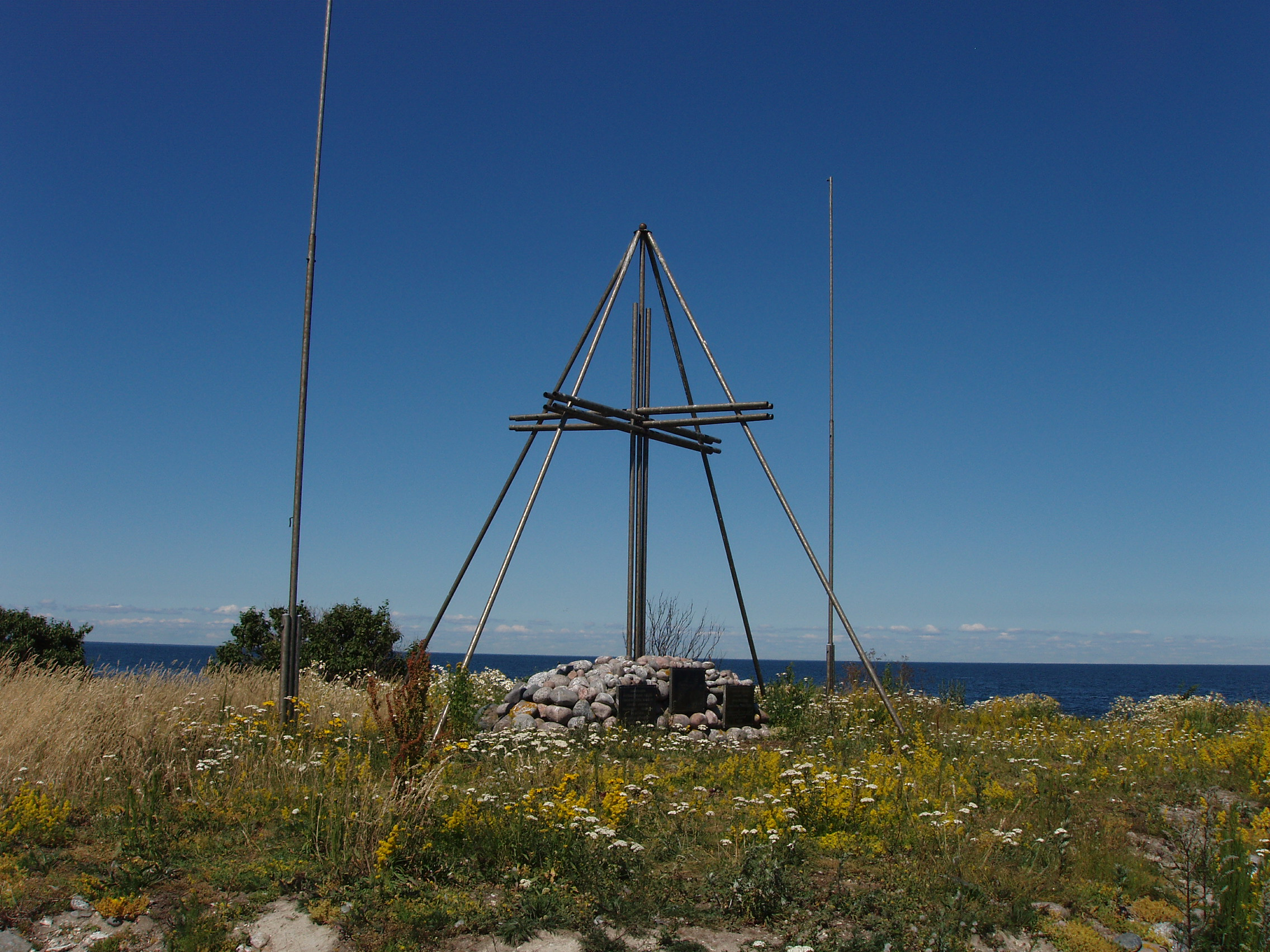
Denkmal für die abgeschossene Kaleva auf der estnischen Insel Keri